# Luca Coscioni
Luca Coscioni (Orvieto, 16 luglio 1967 – Orvieto, 20 febbraio 2006) è stato un politico e attivista italiano, figura attiva nel sociale e nella politica con il Partito Radicale, l'Associazione Luca Coscioni e Radicali Italiani, di cui fu presidente tra il 2001 ed il 2006.
La sua vita è stata segnata dalla sclerosi laterale amiotrofica, che lo ha portato alla morte nel 2006, all'età di 38 anni.

## Biografia

### Gli studi e la carriera universitaria
Dopo la maturità classica si iscrive alla Facoltà d'Economia e Commercio presso l'università La Sapienza di Roma, dove si laurea con il massimo dei voti nel 1991, presentando una tesi sui rapporti commerciali e agricoli fra Occidente e Paesi in via di sviluppo. È ammesso poi al Dottorato di Ricerca in "Economia Montana e dei Sistemi Foresta-Legno-Ambiente", all'Università di Trento. Tiene un seminario al Dipartimento di Scienze Economiche ed Estimative dell'Università della Tuscia a Viterbo sulla contabilità forestale ed agraria, e tra il 1992 ed il 1993 svolge attività di studio e di ricerca sempre a Viterbo.
Nel frattempo, orienta i propri interessi verso la sociologia e la politica, pur se ancora in ambito prettamente economico; tiene infatti un corso a Trento sulle linee comportamentali dei consumatori e poi due cicli di approfondimento per gli studenti di Economia Politica a Viterbo nel 1994, dove è anche membro delle relative commissioni di esame. Tiene numerosi corsi di Economia politica ed internazionale e collabora come ricercatore in un importante istituto francese con sede a Nancy.
Un anno dopo consegue il Dottorato di Ricerca presso l'Università della Tuscia di Viterbo, dove è attivo in qualità di "cultore della materia" in Politica Economica. Si candida e viene eletto consigliere comunale a Orvieto (TR), sua città natale. Il 3 luglio 1997 si dimette da consigliere comunale a causa dell'aggravarsi delle sue condizioni di salute.

### La malattia
(Luca Coscioni)
Nel 1995 gli viene diagnosticata la SLA (sclerosi laterale amiotrofica), e decide di dimettersi dagli incarichi pubblici. La sclerosi lo condanna a una lunga e progressiva degenerazione dei muscoli, provocando crescenti problemi al movimento, alla nutrizione, alla parola.
Tuttavia, poiché le capacità intellettive permangono intatte, nel 1999 sposa Maria Antonietta Farina. Decide di riprendere la vita pubblica e di ritornare alla politica, da cui la malattia l'aveva costretto ad allontanarsi quattro anni prima.

### L'impegno politico
(Luca Coscioni)
Si candida alle elezioni amministrative e - tramite internet – al comitato di coordinamento dell’associazione Radicali Italiani con la Lista Radicali3000 con un programma antiproibizionista e viene eletto risultando il più votato. Condivide con il Partito Radicale le battaglie libertarie, segno distintivo dell'organismo politico creato da Marco Pannella. Un anno dopo viene candidato dalla Lista Bonino alle elezioni regionali in Umbria, ma il successo tra i radicali arriva quando, nell'agosto 2000, vengono indette elezioni interne (per la prima volta on-line) per eleggere il proprio Comitato di Coordinamento; Luca Coscioni è infatti tra gli eletti.
Nel dicembre 2000, partecipando al comitato, munito per la prima volta di un sintetizzatore vocale che gli permette di esprimersi, espone le sue idee sulla ricerca scientifica; il comitato approva entusiasticamente una mozione che iscrive l'impegno in questo senso nelle carte del movimento. Pronuncerà un altro discorso importante poco dopo, durante la Commissione Temporanea del Parlamento Europeo sulla Genetica Umana e le Biotecnologie, istituita proprio per dare voce su questo tema a chi ne è toccato più direttamente: i malati. Coscioni apre così un dibattito che vede opposti i due schieramenti di chi sostiene la libertà scientifica "sempre e comunque" e di chi invece intende regolarne l'applicazione, specialmente su quegli argomenti eticamente rilevanti di cui la Chiesa cattolica è la principale sostenitrice.
Alle elezioni politiche del 2001 i radicali eleggono Luca Coscioni - con voto all'unanimità - Presidente dei Radicali Italiani, riconoscendolo un simbolo delle proprie lotte. Coscioni accetta l'offerta di Emma Bonino e Marco Pannella di proporsi come capolista della Lista Bonino nel proporzionale.
La campagna elettorale punta molto sul ruolo che Coscioni vuole per la ricerca, ed in favore di questa posizione si esprimono molti premi Nobel, scienziati e ricercatori. 
(José Saramago, premio Nobel per la letteratura. Messaggio di sostegno alla candidatura di Luca Coscioni, marzo 2001)
Nonostante tutto questo però, la campagna elettorale ha ben poco successo, e i radicali non trovano posto per loro nelle due Camere.
Per rimediare a questo scarso successo, e per continuare a porre agli occhi dell'opinione pubblica quelle che lui considera come istanze di libertà, egli - con il supporto dei Radicali Italiani - dà vita, il 20 settembre 2002 all'Associazione Luca Coscioni per la libertà di ricerca scientifica.
L'associazione fu molto attiva nel 2004 al riguardo del referendum abrogativi sulla Legge n. 40 del 2004 riguardante la procreazione assistita, la quale poneva seri limiti alla ricerca nell'ambito della genetica, ma che - dopo un mese di lotte politiche e ideologiche anche molto aspre - si risolse con una sconfitta, e con un mantenimento della legge in vigore, a causa del mancato raggiungimento del quorum. Un anno dopo, Luca Coscioni si era fatto promotore di una lista a lui omonima, appoggiata dai Radicali, per le elezioni regionali, ma che non fu mai presentata.

### La morte
La morte di Luca Coscioni, avvenuta la mattina del 20 febbraio 2006 nella sua abitazione di Orvieto, in seguito a una crisi respiratoria, fu comunicata agli italiani da Marco Pannella su Radio Radicale. Questi l'apprese direttamente dalla moglie Maria Antonietta; con lei e Luca ogni mattina i vertici del partito organizzavano una riunione affinché la sua lotta potesse ogni giorno rinnovarsi e continuare.
Per molti di costoro, Luca Coscioni ha rappresentato un simbolo ed un ideale. Tutto il mondo politico ha manifestato cordoglio per la sua scomparsa.
Coerentemente con la sua volontà, il corpo fu cremato e le ceneri sparse in mare il 21 giugno 2006, nei pressi di Porto Santo Stefano sul Monte Argentario, vicino all'Isola del Giglio, un luogo che Luca Coscioni amava molto e frequentava con il suo catamarano giallo, prima che la malattia lo colpisse.

## Opere
- Luca Coscioni, Il maratoneta (PDF), a cura di Matteo Marchesini e Diego Galli, Associazione Luca Coscioni, 2005. URL consultato il 12 maggio 2024 (archiviato il 12 maggio 2024)
- Spettacolo "Millennium Bug", a 10 anni dalla morte di Luca Coscioni, su Associazione Luca Coscioni. URL consultato il 12 maggio 2024 (archiviato dall'url originale il 14 febbraio 2016), un monologo teatrale inedito di Sergio Gallozzi liberamente ispirato al libro-diario "Il Maratoneta" di Luca Coscioni a dieci anni dalla sua scomparsa.[22][23]
- “Io, Luca Coscioni”, documentario sulla vita di Luca Coscioni diretto da Marco Leopardi (2005)
- Memorial Luca Coscioni, meeting nazionale di atletica leggera ad Orvieto in ricordo di Luca Coscioni.[24]